# Championnat de France de football de deuxième division 2014-2015
Navigation
Ligue 2 2013-2014 Ligue 2 2015-2016
La saison 2014-2015 de Ligue 2 est la soixante-seizième édition du championnat de Ligue 2 (ou Division 2 jusqu'en 2002). Deuxième niveau de la hiérarchie du football en France après la Ligue 1, le championnat oppose en matches aller-retour, vingt clubs professionnels, dont deux promus de National et trois relégués de Ligue 1.
La saison débute le vendredi 1er août 2014 et se termine le vendredi 22 mai 2015.

## Équipes participantes
| \| AC Ajaccio GFC Ajaccio Angers Auxerre Arles-Av. Brest Châteauroux Clermont-Ferrand Créteil Dijon Laval Le Havre Nancy Nîmes Niort Orléans Sochaux Tours Troyes Valenciennes \| Localisation des clubs engagés. |
| AC Ajaccio GFC Ajaccio Angers Auxerre Arles-Av. Brest Châteauroux Clermont-Ferrand Créteil Dijon Laval Le Havre Nancy Nîmes Niort Orléans Sochaux Tours Troyes Valenciennes                                       |

Les équipes classées de la 4e à la 18e place de Ligue 2 2013-2014, les 3 derniers de Ligue 1 2013-2014 ainsi que les 1er, 2e et 3e de National 2013-2014 participent à la compétition.
Légende des couleurs
- Relégué de Ligue 1 2013-2014
- Promu de National 2013-2014

| Club                   | En L2 depuis | Classement 2013-2014 | Budget (en M€) | Entraîneur         | Stade                       | Capacité |
| ---------------------- | ------------ | -------------------- | -------------- | ------------------ | --------------------------- | -------- |
| FC Sochaux-Montbéliard | 2014         | 18e (Ligue 1)        | 17             | Olivier Echouafni  | Stade Auguste-Bonal         | 20 005   |
| Valenciennes FC        | 2014         | 19e (Ligue 1)        | 13,5           | Bernard Casoni     | Stade du Hainaut            | 25 172   |
| AC Ajaccio             | 2014         | 20e (Ligue 1)        | 11             | Olivier Pantaloni  | Stade François-Coty         | 10 660   |
| AS Nancy-Lorraine      | 2013         | 4e                   | 15             | Pablo Correa       | Stade Marcel-Picot          | 20 087   |
| Chamois Niortais FC    | 2012         | 5e                   | 8              | Régis Brouard      | Stade René-Gaillard         | 10 406   |
| Dijon FCO              | 2012         | 6e                   | 9,5            | Olivier Dall'Oglio | Stade Gaston-Gérard         | 16 098   |
| Stade brestois 29      | 2013         | 7e                   | 11,5           | Alex Dupont        | Stade Francis-Le Blé        | 15 305   |
| Tours FC               | 2008         | 8e                   | 9              | Gilbert Zoonekynd  | Stade de la Vallée du Cher  | 13 000   |
| Angers SCO             | 2007         | 9e                   | 9              | Stéphane Moulin    | Stade Jean-Bouin            | 17 200   |
| ES Troyes AC           | 2013         | 10e                  | 13             | Jean-Marc Furlan   | Stade de l'Aube             | 20 400   |
| US Créteil-Lusitanos   | 2013         | 11e                  | 8              | Thierry Froger     | Stade Dominique-Duvauchelle | 12 150   |
| Le Havre AC            | 2009         | 12e                  | 14             | Thierry Goudet     | Stade Océane                | 25 278   |
| AC Arles-Avignon       | 2011         | 13e                  | 6,5            | Victor Zvunka      | Parc des Sports             | 17 518   |
| Clermont Foot 63       | 2007         | 14e                  | 6,5            | Corinne Diacre     | Stade Gabriel-Montpied      | 11 980   |
| Nîmes Olympique        | 2012         | 15e                  | 9              | José Pasqualetti   | Stade des Costières         | 18 482   |
| AJ Auxerre             | 2012         | 16e                  | 13,5           | Jean-Luc Vannuchi  | Stade de l'Abbé-Deschamps   | 21 379   |
| Stade Lavallois MFC    | 2009         | 17e                  | 6,5            | Denis Zanko        | Stade Francis-Le-Basser     | 11 107   |
| LB Châteauroux         | 1998         | 18e                  | 7,5            | Cédric Daury       | Stade Gaston-Petit          | 17 072   |
| US Orléans LF          | 2014         | 1 (National)         | 7              | Olivier Frapolli   | Stade de la Source          | 8 000    |
| GFC Ajaccio            | 2014         | 3 (National)         | 4,5            | Thierry Laurey     | Stade Ange-Casanova         | 6 000    |

## Avant-saison

### Relégations et promotions
Les clubs promus à la fin de la saison précédente sont : l'AS Monaco, le FC Nantes et l'EA Guingamp.
Les clubs relégués à la fin de la saison précédente sont :  le GFC Ajaccio, le CS Sedan Ardennes et Le Mans FC.

### Objectifs des clubs à l'intersaison 2014
Après avoir connu une saison difficile qui s’est soldée par une dix-huitième place au classement normalement synonyme de relégation, le club de La Berrichonne de Châteauroux a bénéficié d'un miracle grâce à ses appuis au sein de la LFP[réf. nécessaire]. Le club a en effet été repêché à la suite de l'interdiction d’accession de Luzenac. En cas de gain de cause de l'équipe de Luzenac, la Berrichonne restera en 2e division, créant une situation à 21 équipes. Le club pourra compter sur un nouvel entraineur, Pascal Gastien, qui sort d’une très belle saison avec Niort et sur des recrues expérimentés comme Roudet, Thil ou Bonnart pour encadrer les jeunes.
Pour le promu d’Orléans, l’objectif numéro un est le maintien. Le club fait son retour en deuxième division 22 ans après sa dernière participation. Le stade de la Source a subi des travaux considérables comme l’ajout d’une tribune supplémentaire afin de répondre aux besoins du monde professionnel. L’équipe drivée par Olivier Frapolli a conservé l’ossature de la montée et a recruté quelques joueurs comme l’attaquant Robert Maah ou encore Luigi Glombard.
L’autre promu, le GFC Ajaccio, effectue son retour à ce niveau un an seulement après l'avoir quitté. Les Gaziers veulent éviter de revivre la dernière saison passée en Ligue 2, afin de pérenniser le club dans le monde professionnel. Le groupe dirigé par Thierry Laurey a ainsi été renforcé par l’arrivée de l’expérimenté Grégory Pujol, ainsi que celles de David Ducourtioux et Matar Fall tout en ayant gardé le groupe de joueurs qui ont permis au club de monter. Le Gazélec affrontera l’ennemi de l’AC Ajaccio durant cette saison de Ligue 2, une première en championnat depuis de nombreuses saisons.

## Compétition

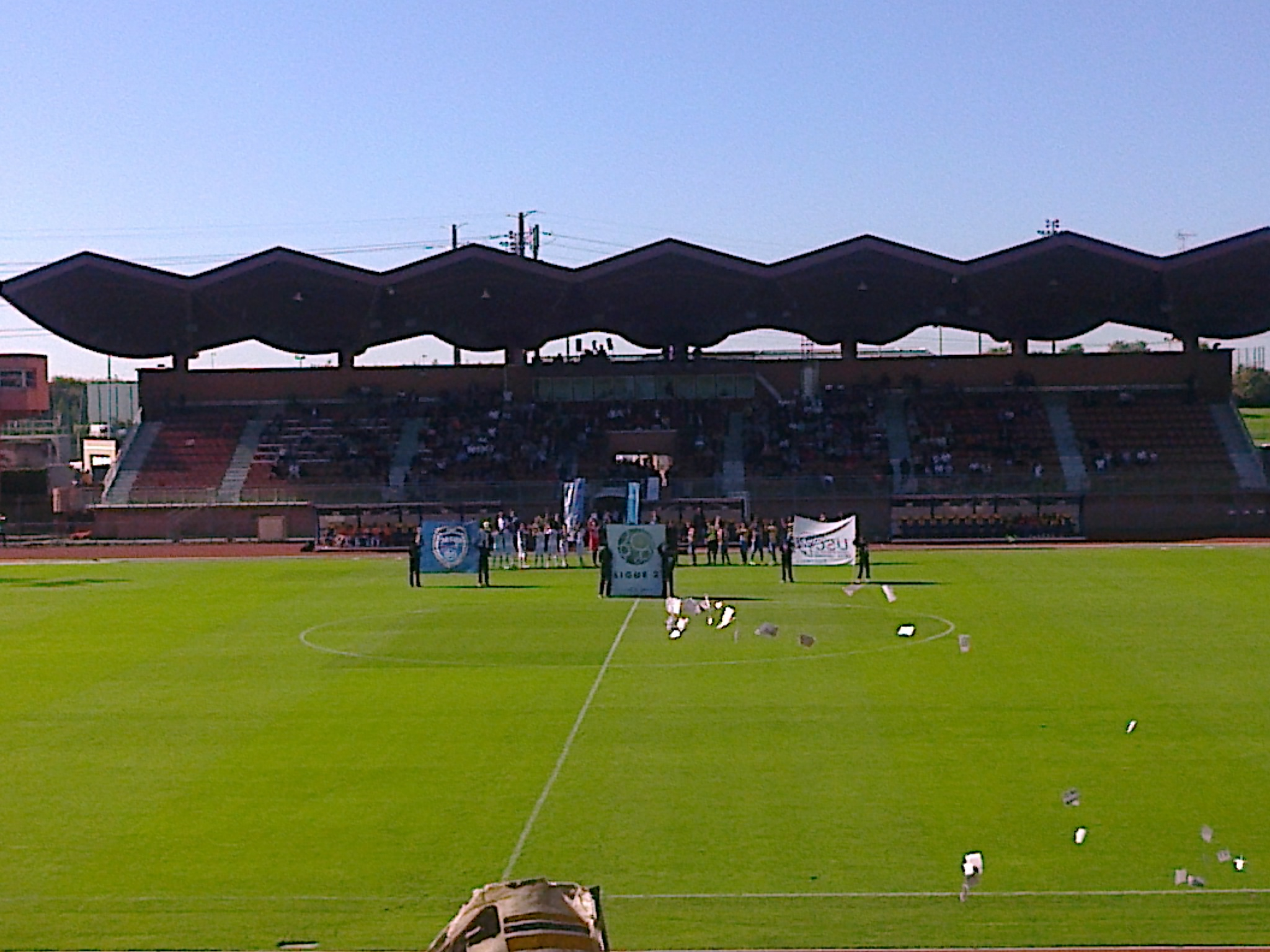
Match US Créteil - Troyes du 18 octobre 2014

### Règlement
Calcul des points :
- 3 pts pour une victoire ;
- 1 pt pour un match nul ;
- 0 pt pour une défaite.

En cas d'égalité de points, les critères suivants sont appliqués :
- Différence de buts générale ;
- Nombre de buts marqués ;
- Différence de buts particulière ;
- Classement du fair-play.

L'organisation et la gestion du Championnat de France de Ligue 2 sont confiées à la Ligue de football professionnel, qui décerne le titre de champion de France de Ligue 2 au club dont l'équipe termine en tête du classement à l'issue de la dernière journée de la compétition.
À la fin de la saison, les trois premières équipes du classement accèdent à la Ligue 1. Les trois dernières équipes, classées de la 18e à la 20e place, devaient initialement être reléguées en National. Cependant, à la suite de la décision de la Ligue de rétrograder le Nîmes Olympique d'un échelon en fin de saison, seules les deux dernières équipes seront finalement reléguées. Si le Nîmes Olympique finit néanmoins à l'une des trois premières places du classement, le club sera maintenu en Ligue 2 et les trois dernières équipes seront reléguées. Les équipes finalement promues ou reléguées seront remplacées par les trois dernières équipes de Ligue 1 (ou les deux dernières si le Nîmes Olympique se maintient), ainsi que par les trois premières équipes de National.
Le 20 mai 2015, la commission supérieure d'appel de la FFF infirme la décision de la ligue en ce qui concerne la rétrogradation administrative du Nîmes Olympique et décide de sanctionner le club de huit points de pénalités en début de saison prochaine. À la suite de cette décision, le 18e de Ligue 2 sera relégué en National.

### Classement général
| Rang | Équipe                   | Pts | J  | G  | N  | P  | Bp | Bc | Diff |
| ---- | ------------------------ | --- | -- | -- | -- | -- | -- | -- | ---- |
| 1    | ES Troyes AC             | 78  | 38 | 24 | 6  | 8  | 61 | 24 | +37  |
| 2    | GFC Ajaccio P            | 65  | 38 | 18 | 11 | 9  | 49 | 37 | +12  |
| 3    | Angers SCO               | 64  | 38 | 18 | 10 | 10 | 47 | 30 | +17  |
| 4    | Dijon FCO                | 61  | 38 | 17 | 10 | 11 | 44 | 34 | +10  |
| 5    | AS Nancy-Lorraine        | 58  | 38 | 15 | 13 | 10 | 53 | 39 | +14  |
| 6    | Stade brestois           | 57  | 38 | 14 | 15 | 9  | 41 | 27 | +14  |
| 7    | Le Havre AC              | 55  | 38 | 14 | 13 | 11 | 47 | 37 | +10  |
| 8    | Stade lavallois MFC      | 54  | 38 | 11 | 21 | 6  | 41 | 34 | +7   |
| 9    | AJ Auxerre               | 52  | 38 | 12 | 16 | 10 | 48 | 42 | +6   |
| 10   | FC Sochaux-Montbéliard R | 52  | 38 | 13 | 13 | 12 | 39 | 37 | +2   |
| 11   | Chamois Niortais FC      | 50  | 38 | 11 | 17 | 10 | 41 | 42 | -1   |
| 12   | Clermont Foot            | 49  | 38 | 12 | 13 | 13 | 43 | 47 | -4   |
| 13   | Nîmes Olympique          | 46  | 38 | 12 | 10 | 16 | 44 | 57 | -13  |
| 14   | US Créteil-Lusitanos     | 45  | 38 | 10 | 15 | 13 | 44 | 52 | -8   |
| 15   | Tours FC                 | 44  | 38 | 12 | 8  | 18 | 49 | 54 | -5   |
| 16   | Valenciennes FC R        | 42  | 38 | 10 | 12 | 16 | 34 | 51 | -17  |
| 17   | AC Ajaccio R             | 41  | 38 | 9  | 14 | 15 | 32 | 42 | -10  |
| 18   | US Orléans LF P          | 40  | 38 | 9  | 13 | 16 | 36 | 47 | -11  |
| 19   | LB Châteauroux           | 32  | 38 | 7  | 11 | 20 | 31 | 63 | -32  |
| 20   | AC Arles-Avignon         | 30  | 38 | 7  | 9  | 22 | 31 | 59 | -28  |

Promotions et relégations
- Promotion en Ligue 1 2015-2016
- Relégation en National 2015-2016
- Relégation financière en Division d'Honneur Régionale

Abréviations
- P : Promu de National 2013-2014
- R : Relégué de Ligue 1 2013-2014

### Résultats
| Résultats (▼dom., ►ext.)                                   | ACA | GAZ | ANG | ARL | AUX | BRE | CLE | CRE | DIJ | LAV | LEH | CHA | NAN | NIM | NIO | ORL | SOC | TOU | TRO | VAL |
| AC Ajaccio                                                 |     | 0-3 | 1-1 | 2-1 | 1-1 | 2-1 | 1-2 | 0-1 | 1-0 | 0-0 | 0-1 | 1-1 | 2-0 | 0-1 | 0-0 | 2-3 | 0-2 | 1-0 | 2-1 | 2-1 |
| Gazélec Ajaccio                                            | 0-2 |     | 1-0 | 3-1 | 1-1 | 1-1 | 1-1 | 2-0 | 2-0 | 1-0 | 1-0 | 1-0 | 1-0 | 2-0 | 3-2 | 3-2 | 3-0 | 1-1 | 0-4 | 2-0 |
| Angers                                                     | 1-0 | 2-0 |     | 2-0 | 0-0 | 1-2 | 3-0 | 3-0 | 1-0 | 2-0 | 1-0 | 1-1 | 3-1 | 3-0 | 0-0 | 2-1 | 0-0 | 2-0 | 0-3 | 0-0 |
| Arles-Avignon                                              | 0-0 | 0-0 | 1-3 |     | 2-4 | 1-0 | 0-0 | 2-0 | 0-2 | 2-3 | 0-1 | 0-1 | 1-0 | 0-1 | 1-0 | 4-1 | 2-2 | 1-0 | 0-4 | 1-2 |
| Auxerre                                                    | 1-1 | 0-0 | 0-1 | 2-1 |     | 0-3 | 1-1 | 2-2 | 3-0 | 1-1 | 2-0 | 3-1 | 2-2 | 3-1 | 1-1 | 0-1 | 1-0 | 2-3 | 0-1 | 1-2 |
| Brest                                                      | 2-1 | 3-0 | 0-0 | 1-0 | 0-1 |     | 2-1 | 2-2 | 0-0 | 0-0 | 1-0 | 3-0 | 2-0 | 3-1 | 0-0 | 1-1 | 1-1 | 2-0 | 2-1 | 1-0 |
| Clermont                                                   | 1-1 | 3-4 | 2-0 | 3-1 | 1-1 | 1-0 |     | 1-0 | 2-5 | 0-0 | 1-0 | 3-3 | 0-1 | 3-0 | 1-1 | 1-0 | 0-0 | 2-2 | 1-0 | 0-0 |
| Créteil                                                    | 3-2 | 1-1 | 0-1 | 2-0 | 2-2 | 2-1 | 2-2 |     | 0-2 | 1-0 | 0-0 | 3-0 | 1-1 | 2-0 | 1-1 | 1-0 | 1-2 | 1-4 | 1-1 | 0-0 |
| Dijon                                                      | 3-0 | 1-1 | 1-1 | 1-0 | 1-0 | 1-0 | 1-0 | 2-1 |     | 1-0 | 1-1 | 0-1 | 3-1 | 4-5 | 1-0 | 2-1 | 1-0 | 0-3 | 0-1 | 1-1 |
| Laval                                                      | 0-0 | 0-2 | 3-2 | 1-0 | 1-1 | 2-2 | 3-1 | 1-1 | 1-0 |     | 1-1 | 1-0 | 1-1 | 0-1 | 1-1 | 1-1 | 2-2 | 2-1 | 2-1 | 3-1 |
| Le Havre                                                   | 2-1 | 1-1 | 1-0 | 2-0 | 2-1 | 1-1 | 3-1 | 1-1 | 1-0 | 0-1 |     | 1-1 | 0-1 | 2-0 | 1-1 | 3-1 | 1-1 | 0-1 | 3-2 | 3-1 |
| Châteauroux                                                | 0-0 | 0-2 | 0-1 | 1-2 | 2-1 | 1-1 | 3-2 | 2-2 | 1-1 | 1-1 | 0-0 |     | 2-5 | 2-1 | 0-1 | 0-0 | 1-4 | 2-1 | 0-1 | 3-0 |
| Nancy                                                      | 2-0 | 1-0 | 0-0 | 1-1 | 2-1 | 2-1 | 1-2 | 3-1 | 1-1 | 1-1 | 2-1 | 6-0 |     | 0-0 | 1-2 | 2-2 | 1-1 | 2-1 | 2-0 | 0-1 |
| Nîmes                                                      | 1-1 | 2-0 | 3-2 | 2-2 | 0-1 | 0-0 | 0-1 | 0-1 | 2-2 | 0-0 | 3-3 | 1-0 | 1-1 |     | 3-2 | 0-1 | 2-1 | 3-2 | 1-2 | 2-0 |
| Niort                                                      | 1-0 | 1-1 | 2-1 | 1-1 | 1-1 | 0-0 | 0-0 | 1-3 | 1-1 | 0-3 | 1-0 | 3-0 | 1-4 | 3-2 |     | 1-1 | 0-1 | 1-1 | 1-0 | 3-0 |
| Orléans                                                    | 1-1 | 0-1 | 2-3 | 1-1 | 0-0 | 1-0 | 2-1 | 1-1 | 0-1 | 1-1 | 2-2 | 1-0 | 0-1 | 1-1 | 0-0 |     | 1-0 | 2-1 | 0-1 | 0-1 |
| Sochaux                                                    | 1-1 | 2-1 | 1-1 | 1-0 | 0-0 | 0-0 | 1-0 | 2-1 | 0-1 | 1-1 | 0-1 | 3-0 | 0-2 | 2-0 | 2-3 | 0-1 |     | 2-1 | 0-2 | 1-1 |
| Tours                                                      | 0-2 | 2-1 | 1-2 | 2-2 | 2-3 | 1-1 | 0-1 | 4-2 | 0-0 | 1-1 | 3-2 | 1-0 | 1-1 | 1-2 | 1-0 | 4-3 | 0-1 |     | 0-2 | 1-0 |
| Troyes                                                     | 2-0 | 1-1 | 2-1 | 4-0 | 1-2 | 1-0 | 2-0 | 2-0 | 1-0 | 0-0 | 2-2 | 4-1 | 1-0 | 2-0 | 4-1 | 1-0 | 2-0 | 1-0 |     | 0-0 |
| Valenciennes                                               | 1-1 | 2-1 | 1-0 | 3-0 | 1-2 | 0-1 | 2-1 | 1-1 | 0-3 | 2-2 | 0-4 | 1-0 | 1-1 | 2-2 | 1-3 | 2-0 | 1-2 | 1-2 | 1-1 |     |
| - Victoire à domicile - Match nul - Victoire à l'extérieur |     |     |     |     |     |     |     |     |     |     |     |     |     |     |     |     |     |     |     |     |

## Statistiques

### Classement des buteurs
| Rang | Buteur            | Club                       | Buts Note 1 | Pen. Note 2 | Pas. Note 3 | J Note 4 | Min. Note 5 | Pts. Note 6 |
| ---- | ----------------- | -------------------------- | ----------- | ----------- | ----------- | -------- | ----------- | ----------- |
| 1    | Mickaël Le Bihan  | Le Havre AC                | 18          | 2           | 1           | 16       | 2922        | 35          |
| 2    | Seydou Koné       | Chamois niortais           | 15          | 2           | 4           | 13       | 2940        | 22          |
| 3    | Jonathan Kodjia   | Angers SCO                 | 15          | 3           | 1           | 11       | 2308        | 24          |
| 4    | Youssouf Hadji    | AS Nancy-Lorraine          | 14          | 0           | 3           | 11       | 2264        | 22          |
| 5    | Karl Toko-Ekambi  | FC Sochaux-Montbéliard     | 14          | 2           | 2           | 11       | 2945        | 24          |
| 6    | Youssef Adnane    | Tours FC/Stade brestois 29 | 13          | 1           | 3           | 12       | 2563        | 8           |
| 7    | Anthony Le Tallec | Valenciennes FC            | 13          | 4           | 3           | 12       | 2796        | 17          |
| 8    | Nicolas Fauvergue | AC Ajaccio                 | 12          | 1           | 2           | 12       | 2983        | 20          |
| 9    | Mana Dembélé      | AS Nancy-Lorraine          | 12          | 3           | 2           | 8        | 1772        | 17          |
| 10   | 4 joueurs         |                            | 11          |             |             |          |             |             |
| 14   | 2 joueurs         |                            | 10          |             |             |          |             |             |
| 16   | 2 joueurs         |                            | 9           |             |             |          |             |             |
| 18   | 5 joueurs         |                            | 8           |             |             |          |             |             |
| 23   | 5 joueurs         |                            | 7           |             |             |          |             |             |
| 28   | 18 joueurs        |                            | 6           |             |             |          |             |             |
| 46   | 18 joueurs        |                            | 5           |             |             |          |             |             |
| 64   | 23 joueurs        |                            | 4           |             |             |          |             |             |
| 87   | 24 joueurs        |                            | 3           |             |             |          |             |             |
| 111  | 50 joueurs        |                            | 2           |             |             |          |             |             |
| 161  | 81 joueurs        |                            | 1           |             |             |          |             |             |

| Source : Classement des buteurs sur le site de la LFP 1 : Nombre de buts inscrits incluant le nombre de pénaltys 2 : Nombre de pénaltys 3 : Nombre de passes décisives 4 : Nombre de matchs durant lequel le joueur a marqué 5 : Temps de jeu total en minutes 6 : Nombre de points du club du buteur |

### Classement des passeurs
| Rang | Passeur          | Club              | Pas. Note 1 | CPA. Note 1 | J Note 2 | Min. Note 3 |
| ---- | ---------------- | ----------------- | ----------- | ----------- | -------- | ----------- |
| 1    | Johan Cavalli    | AC Ajaccio        | 11          | 3           | 10       | 2499        |
| 2    | Florian Martin   | Chamois niortais  | 11          | 6           | 11       | 3206        |
| 3    | Maurice Dalé     | AS Nancy-Lorraine | 10          | 2           | 6        | 2839        |
| 4    | Benjamin Nivet   | ESTAC Troyes      | 8           | 0           | 7        | 2087        |
| 5    | Julio Tavarès    | Dijon FCO         | 7           | 0           | 6        | 2584        |
| 6    | Alexandre Bonnet | Havre AC          | 6           | 0           | 6        | 2639        |
| 7    | Rémy Dugimont    | Clermont Foot 63  | 6           | 1           | 5        | 1710        |
| 8    | Loïc Puyo        | US Orléans        | 6           | 6           | 6        | 1455        |
| 9    | 11 joueurs       |                   | 5           |             |          |             |
| 20   | 22 joueurs       |                   | 4           |             |          |             |
| 42   | 19 joueurs       |                   | 3           |             |          |             |
| 61   | 50 joueurs       |                   | 2           |             |          |             |
| 111  | 103 joueurs      |                   | 1           |             |          |             |

| Source : classement des passeurs sur le site de la LFP 1 : Nombre de passes décisives (+) dont coups de pied arrêtés (-) 2 : Nombre de matchs joués (+) 3 : Temps de jeu total en minutes (-) |

### Évolution du classement
| Journées / Clubs | 1  | 2  | 3  | 4  | 5  | 6  | 7  | 8  | 9  | 10 | 11 | 12 | 13 | 14 | 15 | 16 | 17 | 18 | 19 | 20 | 21 | 22 | 23 | 24 | 25 | 26 | 27 | 28 | 29 | 30 | 31 | 32 | 33 | 34 | 35 | 36 | 37 | 38 | Journées promu | Journées relégable |
|                  |    |    |    |    |    |    |    |    |    |    |    |    |    |    |    |    |    |    |    |    |    |    |    |    |    |    |    |    |    |    |    |    |    |    |    |    |    |    |                |                    |
| ---------------- | -- | -- | -- | -- | -- | -- | -- | -- | -- | -- | -- | -- | -- | -- | -- | -- | -- | -- | -- | -- | -- | -- | -- | -- | -- | -- | -- | -- | -- | -- | -- | -- | -- | -- | -- | -- | -- | -- | -------------- | ------------------ |
| Troyes           | 6  | 1  | 1  | 1  | 1  | 2  | 2  | 2  | 2  | 2  | 3  | 2  | 3  | 4  | 3  | 3  | 2  | 1  | 1  | 1  | 1  | 1  | 1  | 1  | 1  | 1  | 1  | 1  | 1  | 1  | 1  | 1  | 1  | 1  | 1  | 1  | 1  | 1  | 36             |                    |
| GFC Ajaccio      | 2  | 2  | 12 | 4  | 9  | 13 | 9  | 5  | 3  | 5  | 2  | 5  | 5  | 6  | 5  | 6  | 6  | 5  | 5  | 5  | 4  | 4  | 6  | 3  | 3  | 2  | 5  | 4  | 4  | 3  | 2  | 2  | 2  | 2  | 2  | 2  | 2  | 2  | 16             |                    |
| Angers           | 14 | 9  | 10 | 11 | 4  | 3  | 4  | 6  | 8  | 6  | 8  | 6  | 8  | 7  | 8  | 9  | 7  | 7  | 6  | 6  | 6  | 6  | 4  | 5  | 4  | 3  | 3  | 2  | 2  | 2  | 3  | 3  | 3  | 3  | 3  | 3  | 3  | 3  | 14             |                    |
| Dijon            | 8  | 5  | 5  | 3  | 2  | 1  | 1  | 1  | 1  | 1  | 1  | 1  | 1  | 3  | 2  | 1  | 1  | 2  | 2  | 2  | 2  | 5  | 3  | 4  | 5  | 4  | 4  | 3  | 3  | 5  | 6  | 5  | 5  | 4  | 4  | 5  | 5  | 4  | 21             |                    |
| Nancy            | 8  | 5  | 6  | 8  | 12 | 12 | 7  | 3  | 4  | 4  | 5  | 4  | 4  | 2  | 4  | 4  | 5  | 6  | 8  | 8  | 9  | 9  | 9  | 7  | 6  | 6  | 7  | 9  | 8  | 6  | 8  | 8  | 6  | 6  | 5  | 4  | 4  | 5  | 2              |                    |
| Brest            | 5  | 5  | 7  | 12 | 5  | 5  | 3  | 4  | 6  | 3  | 4  | 3  | 2  | 1  | 1  | 2  | 3  | 3  | 3  | 3  | 2  | 2  | 2  | 2  | 2  | 5  | 2  | 5  | 5  | 4  | 4  | 4  | 4  | 5  | 6  | 6  | 6  | 6  | 17             |                    |
| Le Havre         | 19 | 17 | 20 | 13 | 13 | 16 | 12 | 7  | 5  | 7  | 6  | 7  | 6  | 8  | 9  | 7  | 10 | 11 | 10 | 11 | 11 | 11 | 11 | 10 | 11 | 9  | 11 | 10 | 10 | 11 | 10 | 10 | 9  | 7  | 7  | 7  | 7  | 7  |                | 2                  |
| Laval            | 8  | 15 | 16 | 17 | 16 | 17 | 15 | 8  | 9  | 9  | 11 | 10 | 9  | 10 | 10 | 11 | 11 | 8  | 7  | 7  | 7  | 7  | 8  | 9  | 9  | 8  | 9  | 11 | 11 | 10 | 11 | 9  | 10 | 11 | 11 | 11 | 10 | 8  |                |                    |
| Auxerre          | 2  | 2  | 11 | 14 | 15 | 9  | 13 | 13 | 10 | 10 | 12 | 9  | 10 | 9  | 7  | 7  | 8  | 9  | 9  | 9  | 8  | 8  | 7  | 8  | 8  | 10 | 8  | 6  | 9  | 8  | 7  | 7  | 8  | 9  | 8  | 8  | 8  | 9  | 2              |                    |
| Sochaux          | 16 | 11 | 14 | 15 | 18 | 19 | 13 | 13 | 11 | 11 | 7  | 8  | 7  | 5  | 6  | 5  | 4  | 4  | 4  | 4  | 5  | 3  | 5  | 6  | 7  | 7  | 6  | 7  | 6  | 7  | 5  | 6  | 7  | 8  | 9  | 9  | 9  | 10 | 1              | 2                  |
| Niort            | 8  | 13 | 7  | 8  | 8  | 10 | 6  | 11 | 7  | 8  | 9  | 11 | 11 | 15 | 17 | 13 | 14 | 16 | 17 | 17 | 18 | 18 | 16 | 16 | 16 | 13 | 14 | 12 | 12 | 12 | 12 | 12 | 12 | 10 | 10 | 10 | 11 | 11 |                | 2                  |
| Clermont         | 15 | 14 | 18 | 19 | 20 | 18 | 18 | 19 | 17 | 18 | 17 | 18 | 17 | 17 | 15 | 17 | 17 | 14 | 15 | 15 | 16 | 15 | 15 | 15 | 15 | 16 | 16 | 17 | 15 | 14 | 13 | 13 | 13 | 13 | 12 | 12 | 12 | 12 |                | 8                  |
| Nîmes            | 4  | 4  | 4  | 6  | 7  | 7  | 16 | 9  | 13 | 12 | 10 | 13 | 13 | 12 | 12 | 14 | 15 | 17 | 14 | 10 | 10 | 10 | 10 | 11 | 10 | 11 | 10 | 8  | 7  | 9  | 9  | 11 | 11 | 12 | 13 | 13 | 13 | 13 |                |                    |
| Créteil          | 18 | 8  | 9  | 10 | 10 | 8  | 11 | 16 | 12 | 16 | 15 | 15 | 16 | 18 | 16 | 16 | 13 | 15 | 16 | 16 | 12 | 12 | 12 | 12 | 13 | 14 | 12 | 13 | 13 | 13 | 14 | 14 | 14 | 14 | 14 | 14 | 14 | 14 |                | 2                  |
| Tours            | 1  | 9  | 2  | 7  | 11 | 14 | 10 | 15 | 18 | 19 | 19 | 20 | 20 | 20 | 19 | 19 | 18 | 18 | 18 | 18 | 17 | 17 | 18 | 18 | 18 | 18 | 18 | 18 | 18 | 18 | 18 | 18 | 15 | 15 | 15 | 15 | 15 | 15 | 2              | 22                 |
| Valenciennes     | 19 | 16 | 19 | 20 | 19 | 20 | 20 | 17 | 15 | 14 | 16 | 17 | 14 | 13 | 13 | 10 | 9  | 10 | 11 | 13 | 15 | 16 | 17 | 17 | 17 | 17 | 17 | 16 | 16 | 16 | 17 | 15 | 16 | 16 | 16 | 16 | 16 | 16 |                | 6                  |
| AC Ajaccio       | 12 | 18 | 13 | 5  | 6  | 6  | 8  | 12 | 16 | 15 | 14 | 12 | 12 | 11 | 11 | 12 | 12 | 12 | 12 | 12 | 14 | 13 | 14 | 14 | 14 | 15 | 15 | 15 | 17 | 17 | 15 | 16 | 17 | 18 | 18 | 18 | 17 | 17 |                | 4                  |
| Orléans          | 6  | 12 | 3  | 2  | 3  | 4  | 5  | 10 | 14 | 13 | 13 | 14 | 15 | 14 | 14 | 15 | 16 | 13 | 13 | 14 | 13 | 14 | 13 | 13 | 12 | 12 | 13 | 14 | 14 | 15 | 16 | 17 | 18 | 17 | 17 | 17 | 18 | 18 | 3              | 3                  |
| Châteauroux      | 16 | 20 | 15 | 16 | 14 | 15 | 19 | 20 | 20 | 17 | 18 | 16 | 18 | 16 | 18 | 18 | 19 | 19 | 19 | 19 | 19 | 19 | 19 | 19 | 19 | 19 | 19 | 19 | 20 | 20 | 20 | 20 | 19 | 19 | 19 | 19 | 19 | 19 |                | 30                 |
| Arles-Avignon    | 12 | 18 | 17 | 18 | 17 | 11 | 17 | 18 | 19 | 20 | 20 | 19 | 19 | 19 | 20 | 20 | 20 | 20 | 20 | 20 | 20 | 20 | 20 | 20 | 20 | 20 | 20 | 20 | 19 | 19 | 19 | 19 | 20 | 20 | 20 | 20 | 20 | 20 |                | 33                 |

### Buts marqués par journée
Ce graphique représente le nombre de buts marqués lors de chaque journée.
855 buts (dont 63 sur penalty) ont été marqués durant la saison, soit en moyenne 22,5 par journée et 2,25 par match.

### Plus grosses affluences de la saison
(mai 2015).
| Rang | Match                                   | Journée | date     | Affluence |
| ---- | --------------------------------------- | ------- | -------- | --------- |
| 1    | AS Nancy Lorraine - Angers SCO          | J37     | 15.05.15 | 19 633    |
| 2    | Valenciennes FC - GFC Ajaccio           | J38     | 22.05.15 | 19 308    |
| 3    | ES Troyes AC - Valenciennes FC          | J10     | 03.10.14 | 16 908    |
| 4    | Angers SCO - Nîmes Olympique            | J38     | 22.05.15 | 16 872    |
| 5    | AS Nancy Lorraine - US Créteil          | J14     | 10.11.14 | 16 544    |
| 6    | AS Nancy Lorraine - Le Havre AC         | J12     | 27.10.14 | 16 512    |
| 7    | AS Nancy Lorraine - ES Troyes AC        | J33     | 24.04.15 | 16 053    |
| 8    | AS Nancy Lorraine - Chamois Niortais FC | J31     | 10.04.15 | 15 363    |
| 9    | AS Nancy Lorraine - Clermont Foot       | J18     | 19.12.14 | 14 875    |
| 10   | AS Nancy Lorraine - GFC Ajaccio         | J10     | 03.10.14 | 14 743    |

### Affluences journée par journée
Ce graphique représente le nombre de spectateurs lors de chaque journée.
2 340 230 spectateurs ont assisté aux matchs de Ligue 2 tout au long de la saison 2014-2015, soit une moyenne de 61 585 par journée et de 6 159 par match.

### Bilan de la saison
- Meilleure attaque : ES Troyes AC : 61 buts marqués.
- Meilleure défense : ES Troyes AC : 24 buts encaissés.
- Premier but de la saison :  Corentin Jean   9e pour l'ESTAC Troyes contre Châteauroux (0-1), le 1er août 2014.
- Dernier but de la saison :  Henri Bienvenu   84e pour l'ESTAC Troyes contre Châteauroux (4-1), le 22 mai 2015.
- Premier but contre son camp :  Cheikh Ndoye   45+1e pour l'US Créteil-Lusitanos en faveur de Tours FC (4-2), le 1er août 2014.
- Premier penalty :  Vincent Gragnic   52e pour l'AJ Auxerre contre Le Havre AC (2-0), le 1er août 2014.
- Premier but sur coup franc direct :  Harry Novillo   49e pour le Clermont Foot contre le GFC Ajaccio, le 22 août 2014.
- Premier doublé :  Jean-Michel Lesage   35e   53e pour l'US Créteil-Lusitanos contre le Tours FC (4-2), le 1er août 2014.
- Premier quadruplé :  Mana Dembélé  15e   36e   51e   66e pour l'AS Nancy-Lorraine contre Châteauroux le 19 septembre 2014
- But le plus rapide d'une rencontre :  Larsen Touré   1re pour l'AC Arles-Avignon contre le Nîmes Olympique (2-2), le 29 août 2014.